# Actio negatoria
Actio negatoria – skarga negatoryjna (przecząca) w prawie rzymskim, powództwo służące właścicielowi do ochrony własności kwirytarnej przed naruszeniami o charakterze innym niż pozbawienie posiadania.

## Charakterystyka powództwa
Skarga negatoryjna była jednym z najstarszych środków petytoryjnych – należała do skarg cywilnych. Należała do actiones in rem, gdyż powodem mógł być każdoczesny właściciel zaś pozwanym każda osoba naruszająca własność jego rzeczy, np. kierując na nieruchomość przykre wyziewy (immissiones), czy też zachowując się tak, jakby przysługiwała jej jakaś służebność na niej.
Powód przy pomocy actio negatoria domagał się stwierdzenia, że pozwanemu nie przysługuje żadne prawo do rzeczy. Powód musiał tylko udowodnić swoje prawo do rzeczy oraz fakt jego naruszenia przez pozwanego. Sąd domniemywał, że własność jest wolna od obciążeń. Przerzucało to na pozwanego ciężar udowodnienia, że przysługuje mu jakieś prawo na spornej rzeczy, którego treść wykonywał.
Pozwany miał obowiązek zwrócić lub wynagrodzić właścicielowi pobrane korzyści lub poczynione szkody. Właściciel mógł się ponadto domagać od pozwanego odpowiedniego zabezpieczenia (ustanowienia kaucji), iż nie ponowi on naruszeń (cautio de amplius non turbando).